# Abdelkader Chanderli
Abdelkader Chanderli (arabe : عبد القادر شندرلي) est un diplomate et administrateur algérien, né en Algérie en 1915 dans une famille de magistrats d'origine turque (Çandarlı), il a obtenu une licence de lettres à la Sorbonne, puis un diplôme de l'Institut d'études politiques de Paris. Il a ensuite servi dans l'armée française entre 1943 et 1945 en Algérie, en France et en Allemagne.

## Biographie
Abdelkader Chanderli a occupé de nombreux postes tout au long de sa carrière. Il a été éditeur d'un journal français à Shanghai de 1946 à 1948, puis responsable des relations publiques à l'UNESCO à Paris. Pendant la guerre d'indépendance de l'Algérie, il a représenté le Front de libération nationale (FLN) aux Nations unies à la fois à New York et à Washington. 
En 1962, il est devenu le premier représentant permanent de l'Algérie auprès des Nations unies. Il a également occupé le poste de directeur général des Affaires politiques, économiques et culturelles au ministère des Affaires étrangères. Chanderli a dirigé la compagnie pétrolière nationale algérienne, Sonatrach, ainsi qu'une organisation spéciale mise en place par le Fonds spécial des Nations unies pour la planification de l'industrie chimique en Algérie. 
Il a ensuite été directeur du Fonds arabe pour le développement économique et social, ainsi que président et PDG de la plus grande entreprise pétrochimique de son pays, la Compagnie algérienne de méthane liquide (CAMEL). Après avoir occupé le poste de vice-président du Fonds arabe pour le développement économique et social (FADES) au Koweït, Chanderli s'est établi définitivement à Genève en 1981, où il a poursuivi sa carrière en tant que consultant international dans l'industrie pétrolière, devenant ainsi un expert.
Abdelkader Chanderli est mort le 31 juillet 1993 à  Genève.